# Bartłomiej Bednarz
Bartłomiej Mateusz Bednarz – polski leśnik, doktor habilitowany nauk rolniczych, profesor w Uniwersytecie Rolniczym im. Hugona Kołłątaja w Krakowie, specjalista od ochrony lasu oraz entomologii, wykształcenie medyczne - tech. elektroradiolog. 

## Kariera naukowa
W 1993 roku w Akademii Rolniczej im. Hugona Kołłątaja w Krakowie uzyskał tytuł magistra inżyniera w zakresie leśnictwa na podstawie pracy pt. Analiza jakości nasion wybranych gatunków drzew i krzewów pochodzących z Ogrodu Botanicznego Uniwersytetu Jagiellońskiego w Krakowie, promotorem pracy był Prof. dr hab. Janusz Sabor. W 1995 roku został zatrudniony na tejże uczelni, a w 2003 roku na jej Wydziale Leśnym uzyskał stopień doktora nauk rolniczych w zakresie leśnictwa na podstawie rozprawy pt. Wpływ wyładowań atmosferycznych na powstawanie szkód w lasach południowej Polski, której promotorem był Wojciech Ząbecki. W 2019 ten sam wydział nadał mu stopień doktora habilitowanego nauk rolniczych w dyscyplinie nauk leśnych na podstawie pracy pt. Promieniowanie elektromagnetyczne jako czynnik stymulujący przywabianie Ips typographus (L.) i Pityogenes chalcographus (L.) (Col., Curculionidae, Scolytinae) do pułapek feromonowych.